# عنایت‌الله شکیباپور
عنایت‌الله شکیباپور (زاده ۱۲۸۶ – درگذشته ۱۳۶۳) مترجم ایرانی بود که تعداد زیادی رمان را از زبان فرانسه به فارسی ترجمه کرد. دربارهٔ کمیت و کیفیت ترجمه‌های عنایت‌الله شکیباپور در کتاب تاریخ ترجمه ادبی از فرانسه به فارسی (۱۳۹۳) آمده‌است: «باید اذعان کرد که از دههٔ سی خورشیدی به بعد، به موازات ظهور چند مؤسسهٔ انتشاراتیِ متعهد، ده‌ها ناشر خصوصی دیگر نیز شروع به فعالیت کردند، اما متأسفانه بعضی از آنها به انتشار کتابهای پرتیراژِ عامه‌پسند روی آوردند و لذا بازار شبه‌ترجمه‌ها و ترجمه‌های تکراریِ کم‌مایه که اغلب نثر فارسی سالمی نداشت، بیش از پیش رونق گرفت. در این آشفته بازار، عده‌ای نیز پا به میدان نهادند که کتابهایشان چه بسا به دلیل برخورداری از عنوانهای زیبا یا نثری فریبنده، اغلب بیش از کتابهای مترجمان خوب و طراز اول به فروش می‌رسید. از جملهٔ این افراد پرکار و خستگی‌ناپذیر که به ویژه در عرصهٔ ترجمهٔ رمان، کارنامه‌ای باورنکردنی از خود به جا گذاشت عنایت‌الله شکیباپور با ۱۰۹ عنوان ترجمه بود.»
سوای این حجم ترجمه، شکیباپور کتابهای متعدد راهنمای کمک درسی برای آموزش زبان فرانسه نیز تألیف کرده که برخی از آنها به لحاظ محتوا و سطح علمی قابل نقد و بررسی مجدد است.

## ترجمه‌ها
- بینوایان، ویکتور هوگو (تهران، گنجینه، آذر ۱۳۵۴)
- در اوج قدرت، انوره دو بالزاک (تهران، هدف، ۱۳۴۰)
- آرزوهای گمشده، انوره دو بالزاک (تهران، فروغی، ۱۳۴۵)
- دختر چشم طلایی، یا: دختر ماهی گیر، انوره دو بالزاک (تهران، فروغی، ۱۳۴۷)
- کلبه‌ای در تاریکی، انوره دو بالزاک (تهران، فروغی، ۱۳۵۳)
- زن بیگناه، انوره دو بالزاک (تهران، غزالی، ۱۳۵۴)
- کمدی انسانی، انوره دو بالزاک (تهران، شهریار، ۱۳۵۵)
- هانریت، انوره دو بالزاک (تهران، ممتاز، ۱۳۶۰)
- نبرد من، آدولف هیتلر
- انسان موجودی ناشناخته، آلکسی کارل
- مسافرت در فضا، ژول ورن، (انتشارات شرق)
- صاحب دنیا، ژول ورن، (انتشارات دنیای کتاب، ۱۳۶۱)
- پنج هفته در بالن، ژول ورن، (انتشارات گنجینه، ۱۳۶۳)
- احتراق بمب، موریس لبلان
- از جهان تا ابدیت
- پرندهٔ آبی، موریس مترلینک
- مرگ و زندگی، موریس مترلینک
- ژاندارک، موریس مترلینک (۱۳۳۳)
- مورچگان، موریس مترلینک
- از جهان تا ابدیت، موریس مترلینک (۱۳۴۰)
- اعترافات، موریس مترلینک (۱۳۳۹)
- بیگانه، آلبر کامو (۱۳۴۸)
- پرندهٔ آبی، موریس مترلینک (۱۳۳۹)
- تبعید و حکومت وجدان، آلبر کامو
- تودهٔ طلا، موریس لبلان (۱۳۳۸)
- جادوگر قرون وسطی، ژول میشل (۱۳۳۷)
- اسکلت سبز، ادوارد بروکر (۱۳۳۵)
- اصول نامه‌نگاری و انشاء (۱۳۳۹)
- برگزیدهٔ لغات کلیله و دمنه (۱۳۳۹)
- پرنس تالیران، ولاگور گایت (۱۳۳۶)
- ترانه‌های غم‌انگیز، کنستانس
- جدال بی‌هدف، جان استاین‌بک
- جنایتکار مخوف، پرنسون دوترای (۱۳۳۹)
- چگونه از خود دفاع کنیم، و.ه. کولینگریسچ]] (۱۳۳۸)
- حرمسرای خسرو پرویز (۱۳۳۵)
- خانهٔ مرگ، موریس لبلان (۱۳۳۹)
- در برابر خدا، موریس مترلینک (۱۳۴۴)
- دلباخته؛ دندان ببر، موریس مترلینک (۱۳۳۹)
- دنیای دیگر، موریس مترلینک
- راز بزرگ، موریس مترلینک (۱۳۳۹)
- راه‌های اختیار، ژان پل سارتر (۱۳۴۴)
- زندگی زنبور عسل، موریس مترلینک (۱۳۳۹)
- زندانی بیگناه؛ زنگ‌های ساعت، موریس لبلان (۱۳۰۶)
- سایهٔ انسان‌ها، ژان پل سارتر
- سر تنگ بلور، موریس لبلان (۱۳۳۸)
- سنگ معجزه، موریس لبلان (۱۳۰۶)
- شادی‌ها و ناکامی، آلبر کامو (۱۳۵۶)
- طاعون، آلبر کامو (۱۳۵۱)
- عروس زندان، ژرژ ماری
- قصر مرموز، موریس لبلان (۱۳۳۸)
- قهرمان ونیز، میشل زاکو (۱۳۳۳)
- کف‌شناسی (۱۳۱۲)
- گرازیلا یا سوزوگداز عشق، آلفونس دو لامارتین (۱۳۴۰)
- گلولهٔ خون، جیمز هادلی چیز (۱۳۴۱)
- گنجینهٔ ناچیز، موریس مترلینک (۱۳۴۵)
- مجادلهٔ آرسن لوپن و شرلوک هلمز، موریس لبلان (۱۳۳۹)
- مجموعهٔ سری (۱۳۳۵)
- مرد خاکستری، پونسون دوترای (۱۳۳۹)
- مرگ و زندگی، موریس مترلینک (۱۳۳۹)
- مکافات، موریس مترلینک
- هستی و نیستی؛ پدیده‌شناسی عالم هستی، ژان پل سارتر
- عملیات خارق‌العادهٔ آرسن لوپن، موریس لبلان (۱۳۳۴)
- زهرا، ولتر (۱۳۳۷)
- مورچگان، موریس مترلینک (۱۳۳۹)
- نوستراداموس از آینده جهان خبر می‌دهد، ادوارد م. پ ۱۳۳۵)
- ورتر، یوهان ولفگانگ فون گوته (۱۳۳۵)
- ماد دافنه دوموریه (شقایق، ۱۳۶۲)

## سایر آثار
- «کف شناسی»
- «اصول نامه نگاری و انشاء»
- «برگزیدهٔ لغات کلیله و دمنه»